# Mahawoa
Mahawoa là một chi thực vật có hoa trong họ Apocynaceae.
Chi này đôi khi được gọp trong chi Cynanchum nghĩa rộng.

## Các loài
Khi được công nhận thì chi này chứa 1 loài là Mahawoa montana, bản địa Sulawesi.